# Torkuz
Il Torkuz/Torkus (eponimo di:  quattro occhi), anche noto come Uzbekistan Ovcharka, Sarkangik/Sarkangik Wolfdog/Sarkandjik, Uzbek Mastiff/Uzbekistan Torkuz Mastiff, Central Asian Torkuz e Uzbekistan Volkodav, è una razza canina molossoide tipo cane da montagna molto antica, originaria dell'Uzbekistan e non censita dalla FCI.

Il Torkuz è una delle razze che ha partecipato alla creazione nell'ultimo secolo del Pastore dell'Asia Centrale o Central Asian Ovtcharkarka.

## Storia
Questa razza è considerata un sottotipo del Pastore dell'Asia Centrale ed ha origini molto antiche. La razza nasce in un territorio, l'Uzbekistan, crocevia di carovane commerciali che andavano dall'occidente all'oriente sin dal IV secolo a.C. I pastori locali, già da tempi più antichi, contavano su un cane molto grande per la protezione delle loro greggi; senza aver da allora interferito molto sulla selezione naturale e funzionale di questa razza. Si pensa che nella costruzione della razza abbiano avuto un ruolo gli incroci con il pastore Alabai, con i molossi persiani, i cani mongoli, i cani da pastore russi e più recentemente da cani del Tagikistan e l'Iran. tutte razze che hanno attraversato con gli scambi commerciali quei territori. Gli incroci fatti avevano il solo scopo di migliorare le caratteristiche funzionali e lavorative della razza.
Più recentemente la razza ha subito un declino per incroci con altre razze.
Insieme all'Alabai turkmeno ed al Sarkangik uzbeko, il Torkuz è il cane che più si avvicina al modello di dell'antico mastino asiatico.
La sua funzione principale è quella di proteggere il bestiame dai predatori: lupo ed orso.

## Descrizione
Si possono distinguere due varianti della razza:
1. una molto pesante e imponente usata per i combattimenti, la caccia grossa e la guardia chiamata appunto Torkuz; e
2. una meno pesante, massiccia ed alta: il Sarkangik, usata per la guardia e guida delle greggi.

Spesso i due tipi sono incrociati tra loro.
La maggior parte dei cani è di colore bianco con macchie scure di nero o marrone. Il pelo è corto e denso più lungo in inverno. Il collo presenta un'abbondante giogaia.
L'altezza della razza presenta ampi margini di oscillazione, in qualche caso arriva anche a 80 cm.

## Carattere
Il Torkuz ha nei geni la guardia, infatti sia dalle sue origini è stato selezionato per proteggere cose e persone dai: lupi, orsi, leopardi e predoni, ciò ha influito sulla genetica della razza in modo esclusivo. È realmente un guardiano naturale, che non necessita di alcun addestramento per questa funzione.
È molto affettuoso con il padrone e i suoi familiari, dimostra, inoltre, uno spiccato senso di protezione verso tutti i cuccioli.
Le particolari condizioni climatiche dell'Asia Centrale, con un caldo opprimente di giorno e il freddo tagliente della notte, insieme al costante confronto con i grandi predatori che popolano quei territori, hanno costruito un cane di tempra unica, poco esigente e che non conosce alcuna  paura. Inoltre è un cane che si distingue per l'equilibrio caratteriale
Mostra dominanza negli incontri con gli altri cani.
Necessario che venga opportunamente socializzato fin dalle prime fasi della crescita.
Sembra apparentemente un cane pigro, specie di giorno, ma è dotato di tempi di reazione fulminei, inoltre è molto attivo la notte nella protezione dei beni affidatigli.

## Cure
È un cane molto rustico: il suo mantello non necessita di essere spazzolato e per quanto riguarda l'alimentazione è bene assicurare pasti abbondanti e riccamente proteici.
Vanno evitati gli stress fisici (salti) durante la crescita del cucciolo perché si potrebbero verificare casi di precoci artropatie.
Nessun problema se si vuole far dormire il cane all'aperto: da secoli è abituato ai climi più rigidi e non ha difficoltà a tollerare temperature invernali anche vicine a -20 gradi.

## Consigli
È innanzitutto un cane da lavoro, un guardiano assolutamente affidabile, ma non è adatto a persone inesperte.
Nella sua educazione è importante curare una corretta socializzazione fin dai primi mesi di vita:
deve essere abituato fin dall'inizio e con gradualità ad incontrare persone diverse e a calarsi in varie situazioni.

## Adatto per..
- Guardia
- Difesa

## Non adatto per...
- Agility Dog
- Fly ball
- Freestyle
- Obedience
- Protezione Civile